# Rives-du-Couesnon
Rives-du-Couesnon es una comuna nueva francesa situada en el departamento de Ille y Vilaine, de la región de Bretaña.

## Historia
Fue creada el 1 de enero de 2019, en aplicación de una resolución del prefecto de Ille y Vilaine de 17 de octubre de 2018 con la unión de las comunas de Saint-Georges-de-Chesné, Saint-Jean-sur-Couesnon, Saint-Marc-sur-Couesnon y Vendel, pasando a estar el ayuntamiento en la antigua comuna de Saint-Jean-sur-Couesnon.

## Demografía
Según los datos aportados en la resolución del prefecto de Ille y Vilaine, la comuna se crea con 2859 habitantes.

## Composición
| Comuna fusionada        | Código INSEE | Población (2021) | Superficie (km²) | Densidad (hab./km²) |
| ----------------------- | ------------ | ---------------- | ---------------- | ------------------- |
| Saint-Georges-de-Chesné | 35269        | 706              | 11.62            | 61                  |
| Saint-Jean-sur-Couesnon | 35282        | 1223             | 18.32            | 67                  |
| Saint-Marc-sur-Couesnon | 35293        | 576              | 12.05            | 48                  |
| Vendel                  | 35348        | 406              | 6.37             | 64                  |